# Louis-Alexandre Blin de Bourdon
Pour les articles homonymes, voir Blin de Bourdon, Blin et Bourdon.
Marie-Louis-Alexandre Blin de Bourdon, né le 27 avril 1782 à Amiens, paroisse Notre-Dame, et mort le 23 mars 1849 à Paris, est un homme politique français.

## Biographie

### Famille
Marié le 29 décembre 1805 avec Marie Charlotte Ursule Le Fort du Quesnel (1782-1833), dont il eut 5 enfants :
- Marie Louise Charlotte de Blin de Bourdon, 1806, mariée en 1828 avec Bon Albert Benoit Louis Lallart de Lebucquière ;
- Marie Josephe Élisabeth Charlotte de Blin de Bourdon, célibataire (1808-1882) ;
- Marie Louis Charles de Blin de Bourdon, maire du Quesnel, conseiller général du canton de Moreuil (1809-1869), marié en 1835 avec Françoise Aurélie Lefebvre de Wadicourt, dont il eut  Raoul Blin de Bourdon ;
- Marie Louis Charles Paul de Blin de Bourdon, (1812-1814) ;
- Marie Louise Éléonore Octavie de Blin de Bourdon, (1817-1831).

### Carrière administrative et politique
Louis-Alexandre Blin de Bourdon commence sa carrière politique comme maire de Bourdon en 1807, puis comme conseiller-général du canton de Picquigny en 1812. 
Au début de la Restauration, il est colonel d'état-major des Gardes nationales du département de la Somme.
Il exerce alors des fonctions administratives et mandats électifs. Il est sous-préfet de Doullens, puis préfet à titre provisoire de la Somme, avant son premier mandat de député, du 22 août 1815 à 1816.
Il est ensuite maire d'Amiens du 13 mai 1816 au 27 août 1817. Il est aussi préfet de l'Oise de 1823 à 1824 et préfet du Pas de Calais de 1824 à 1830.
Il est député de la Somme de 1815 à 1816, de 1823 à 1831, de 1834 à 1848, et représentant du peuple à l'Assemblée constituante de 1848.
Successivement réélu le 17 novembre 1827 et le 3 juillet 1830, il échoua aux élections du 23 juin 1830.
Réélu en 1834, il prend place dans les rangs de l'opposition légitimiste, sans toutefois faire aux ministères de Louis-Philippe une opposition systématique.
Il siège à la Chambre jusqu'à la Révolution de 1848. 
Il devient alors conseiller-général du canton de Moreuil, jusqu'à sa mort.
Dans ces diverses législatures, il a voté contre l'indemnité Pritchard, contre les députés fonctionnaires, et contre le ministère Grévy. Aux élections qui suivirent la Révolution de février, il fut élu représentant du peuple à l'Assemblée Constituante.
Fidèle à ses principes et à ses valeurs, il prend place au sein de la droite légitimiste, vote toutefois avec la gauche, pour le bannissement de la famille d'Orléans, pour les poursuites de Louis Blanc et Caussidière, contre l'abolition de la peine de mort, contre l'impôt progressif, contre l'amendement Grévy sur la présidence...
Il reçoit la croix d'officier de la Légion d'Honneur.
Il meurt du choléra en mars 1849, à l'âge de 67 ans, avant la fin de la session.
Il est inhumé au Quesnel dans la Somme.

## Sources
- Adolphe Robert & Gaston Cougny, Dictionnaire des Parlementaires Français, tome 1, 1889.
- Abbé Maurice Leroy, Le Quesnel et Saint Mard en Chaussée, Albi, 1923, p. 140-143.
- René Bargeton, Pierre Bougard, Bernard Le Clère et Pierre-François Pinaud, Les Préfets du 11 ventôse an VIII au 4 septembre 1870, Paris, Archives Nationales, 1981, p. 54.